# Olive Thomas
Olive Thomas (20 de octubre de 1894 - 10 de septiembre de 1920) fue una actriz del cine mudo y socialité de nacionalidad estadounidense. Fue, además, una corista de las Ziegfeld Follies y la original flapper, es recordada por su matrimonio con Jack Pickford y por su fallecimiento.

## Inicios
Su verdadero nombre era Oliva R. Duffy, aunque a veces afirmaba que su nombre de nacimiento era Oliveretta Elaine Duffy. Nació en el seno de una familia de clase trabajadora de Charleroi, Pensilvania. Su padre falleció en un accidente laboral cuando ella era joven y, debido a la difícil situación económica en que quedó la familia, tuvo que abandonar sus estudios para ayudar a su madre y a sus dos hermanos menores, James y Williams. En abril de 1911, a los 16 años de edad, se casó con Bernard Krugh Thomas en McKees Rocks, Pensilvania. Durante sus dos años de matrimonio, habría trabajado como dependienta de unos grandes almacenes en Pittsburg. Tras divorciarse volvió con su familia, yendo a vivir a la ciudad de Nueva York, donde encontró trabajo en unos grandes almacenes de Harlem.
En 1914, tras responder a un anuncio de prensa, ganó el concurso "La chica más hermosa de Nueva York", dirigido por al artista comercial Howard Chandler Christy. Después fue modelo del artista Harrison Fisher, y finalmente apareció en la portada del The Saturday Evening Post.

## Llegada al estrellato

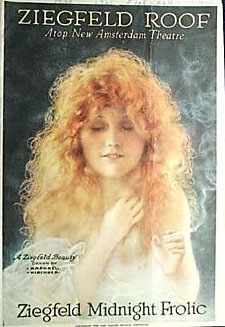
Póster de 1916 de Midnight Frolic.

Fisher escribió una carta de recomendación a Flo Ziegfeld, consiguiendo que Thomas fuera contratada para las Ziegfeld Follies. Posteriormente trabajó en la revista Midnight Frolic, un espectáculo representado después de medianoche en la azotea del Teatro New Amsterdam. A diferencia de las Follies, las mujeres del Midnight Frolic mantenían un estricto decoro en el escenario, independientemente del escaso vestuario que utilizaban. Las intérpretes aparecían vestidas con globos, permitiendo a los espectadores reventarlos con sus cigarros. La reputación de Thomas pudo ser la razón por la que la familia de Pickford la rechazara. Sin embargo, el resto de la sociedad no desaprobaba a esas intérpretes, y de entre las que habían llevado a cabo espectáculos similares cabe destacar a Céleste Mogador, Liane de Pougy y Sarah Bernhardt.
El Midnight Frolic era principalmente un show para un público masculino célebre y con dinero suficiente para dar a las jóvenes y atractivas intérpretes. Pasado poco tiempo, Thomas se convirtió en el centro de atención del grupo social de moda asociado al editor Condé Montrose Nast, y pronto se vio buscada por hombres de fortuna y poder político. Así recibió costosos regalos de sus admiradores, rumoreándose que el embajador alemán la había obsequiado con un collar de perlas valorado en 10 000 dólares.

## Carrera cinematográfica
Como parte de su súbita fama, posó desnuda para el artista peruano Alberto Vargas, y firmó un contrato con International Film Company para actuar como primera actriz en las películas de Harry Fox. A lo largo de los siguientes cuatro años, Thomas actuó en más de veinte filmes en Hollywood. Su debut llegó con la película A Girl Like That, y después intervino en Beatrice Fairfax. En octubre de 1916 se pasó a Triangle Pictures, estudio en el que actuó junto a Thomas Ince. Poco después surgieron noticias sobre su compromiso con Jack Pickford, con quien realmente se había casado un año antes. Mientras duró su contrato con Triangle, a Thomas se la llamaba "La Estrella Triangle".
En diciembre de 1918 Thomas fue convencida por Myron Selznick para pasarse a Selznick Pictures Company. Pronto se convirtió en la primera estrella de Selznick, y creó la imagen de la "mujer fatal". En 1920 interpretó a una adolescente en la película escrita por Frances Marion The Flapper. Sin embargo, en una época en la que los actores se definían por el tipo de papel que interpretaban, Thomas sentía que no tenía un tipo propio, algo que ella afirmaba que sí poseían actrices como Mary Pickford, Norma Talmadge, Constance Talmadge, Dorothy Gish o Alla Nazimova.
Thomas fue la primera actriz en ser descrita con el término flapper, precediendo a otras como Clara Bow, Louise Brooks, y Joan Crawford. Ella interpretaría el papel de flapper en sus últimos filmes, incluyendo A Youthful Folly y Everybody's Sweetheart. La fórmula demostró ser un éxito, pues en la época de su fallecimiento Thomas ganaba unos 3.000 dólares semanales.

## Vida personal

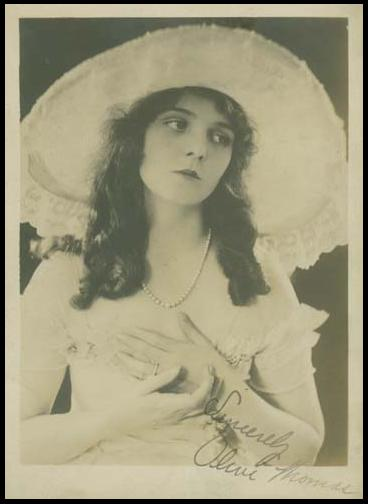
Foto autografiada de Olive Thomas hacia 1916.

Tuvo dos hermanos: James Duffy (nacido en 1896) y William Duffy (nacido en 1899). Ella ayudó a James a montar una tienda de productos eléctricos. William entró en el Cuerpo de Marines de los Estados Unidos, y posteriormente trabajó como operador de cámara. En la época de la muerte de su hermana, James y William trabajaban para Selznick Productions. Por otra parte, su madre se casó de nuevo, con Harry VanKirk, y en 1914 dio a Thomas una medio hermana, Harriet Duffy.
Thomas era conocida por su participación en fiestas de carácter desenfrenado, algo que se incrementó tras su matrimonio con Pickford. Se volvió adicta a la heroína, y el alcohol empezó a jugar un papel cada vez mayor en la vida de Thomas protagonizando parte de los dramas vividos junto a su marido, y posiblemente también sus accidentes de tráfico, de los que tuvo tres en dos años, uno de ellos un atropello donde hirió gravemente a un niño de 9 años. Finalmente, decidió contratar a un chófer.
Thomas había conocido a Jack Pickford, hermano de la poderosa estrella del cine mudo Mary Pickford, en un café de la playa de Santa Mónica. La pareja se casó en secreto el 25 de octubre de 1916 en Nueva Jersey. No estaba presente ningún familiar, y el único testigo fue Thomas Meighan. A causa de la sífilis, no llegaron a tener hijos propios, y en 1920 adoptaron al sobrino de la actriz, entonces de seis años de edad, huérfano tras fallecer su madre.
Aunque Pickford fue el amor de su vida, el matrimonio fue tormentoso, y la familia del actor no siempre aprobó a Thomas, aunque la mayor parte de la misma estuvo presente en su funeral.

## Fallecimiento
Thomas y Pickford intentaban pasar las vacaciones juntos, ya que viajaban constantemente y tenían poco tiempo para estar uno con el otro. Con su matrimonio en peligro, la pareja decidió pasar una segunda luna de miel. Por ello, en agosto de 1920 viajaron a París, Francia, esperando combinar las vacaciones con algunos preparativos cinematográficos.
En la noche del 9 de septiembre de 1920 la pareja salió a pasar una noche de entretenimiento en los famosos bistrós del barrio parisiense de Montparnasse. De vuelta a su habitación en el Hotel Ritz, Thomas ingirió accidentalmente una gran dosis de cloruro de mercurio, el cual había sido prescrito para tratar la sífilis crónica de su marido. La etiqueta en francés podría haber sido causa parcial de la confusión. Fue trasladada al Hospital Americano de París, en Neuilly-sur-Seine, donde Pickford, junto con su cuñado Owen Moore, permaneció a su lado hasta el momento del fallecimiento unos días más tarde. Tras la muerte se hizo la autopsia y se inició una investigación policial, determinándose que la muerte de la actriz fue accidental.
Los restos de Olive Thomas fueron transportados a los Estados Unidos y enterrados en el Cementerio Woodlawn del Bronx, Nueva York.

## Filmografía

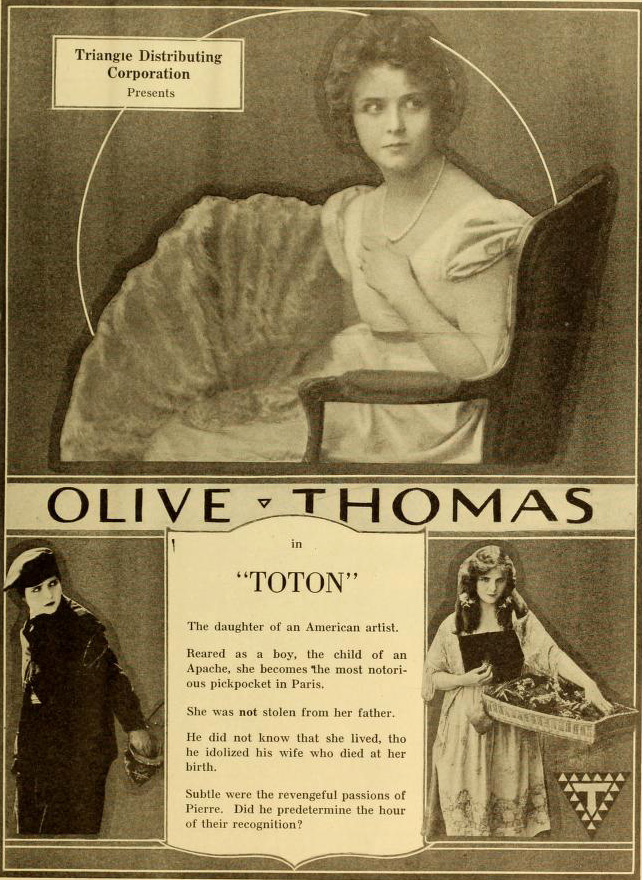
Toton (1919)

| Año  | Film                                  | Papel                                | Observaciones                    |
| ---- | ------------------------------------- | ------------------------------------ | -------------------------------- |
| 1916 | Beatrice Fairfax                      | Rita Malone                          | Otro título: Letters to Beatrice |
| 1916 | Beatrice Fairfax Episode 10: Playball | Rita Malone                          |                                  |
| 1917 | A Girl Like That                      | Fannie Brooks                        |                                  |
| 1917 | Madcap Madge                          | Betty                                |                                  |
| 1917 | An Even Break                         | Claire Curtis                        |                                  |
| 1917 | Broadway Arizona                      | Fritzi Carlyle                       |                                  |
| 1917 | Indiscreet Corinne                    | Corinne Chilvers                     |                                  |
| 1917 | Tom Sawyer                            | Choir Member                         | Sin acreditar                    |
| 1918 | Betty Takes a Hand                    | Betty Marshall                       |                                  |
| 1918 | Limousine Life                        | Minnie Wills                         |                                  |
| 1918 | Heiress for a Day                     | Helen Thurston                       |                                  |
| 1919 | Toton the Apache                      | Toton/Yvonne                         |                                  |
| 1919 | The Follies Girl                      | Doll                                 |                                  |
| 1919 | Upstairs and Down                     | Alice Chesterton                     | Otro título: Up-stairs and Down  |
| 1919 | Love's Prisoner                       | Nancy, posteriormente Lady Cleveland |                                  |
| 1919 | Prudence on Broadway                  | Prudence                             |                                  |
| 1919 | The Spite Bride                       | Tessa Doyle                          |                                  |
| 1919 | The Glorious Lady                     | Ivis Benson                          |                                  |
| 1919 | Out Yonder                            | Flotsam                              |                                  |
| 1920 | Footlights and Shadows                | Gloria Dawn                          |                                  |
| 1920 | Youthful Folly                        | Nancy Sherwin                        | Guionista                        |
| 1920 | The Flapper                           | Ginger King                          |                                  |
| 1920 | Darling Mine                          | Kitty McCarthy                       |                                  |
| 1920 | Everybody's Sweetheart                | Mary                                 |                                  |